# Тимошенко Антон Юрійович
Тимошенко Антон Юрійович (нар. 5 лютого 1994, Приміське, Нікопольський район) — український стендап-комік, радіоведучий, сценарист. Ведучий комедійного шоу «Гомін Аут» на радіо «Промінь», сценарист програми «#@)₴?$0». Учасник «Ліги сміху», дворазовий переможець телешоу «Розсміши коміка», резидент клубу «Підпільний стендап», один із лідерів клубу «Stand Up Time».
У творчості часто використовує політичні та гостросоціальні мотиви.

## Життєпис
Антон Тимошенко народився у селі Приміське біля Нікополя. В 11 років був учасником хору. 2012 року закінчив школу з відзнакою.
Вступив на філософський факультет КНУ імені Тараса Шевченка. Почав займатися стендапом 2015 року, а вже через рік здобув першу перемогу у телешоу «Розсміши коміка», а згодом і другу. 2018 року Тимошенко захистив диплом магістра політології на тему «Гумор як актуалізація політичного дискурсу». Працював у сфері SMM і піару.
Є резидентом клубу «Підпільний Stand Up» та одним із лідерів клубу «Stand Up Time». Разом з коміками Єгором Шатайлом та Сергієм Ліпком є сценаристом програми «#@)₴?$0». 
З жовтня 2019 року веде шоу «Гомін Аут» на радіо «Промінь».
Під час повномасштабного російсько-українського вторгнення займався збором коштів на потреби ЗСУ. Волонтерськими виступами закрив декілька зборів, що оголошував Благодійний фонд Сергія Притули на потреби війська. Разом з Сергієм Притулою ведуть подкаст на його каналі - "Гуртом та вщент". Учасник парадійного гурту BADstreet Boys.
14 жовтня 2023 року дав перший для українського стендапу сольний концерт в Палаці «Україна».
В липні 2024 року Антон для Благодійний фонд Сергія Притули зібрав 11 млн грн. своїм туром по містах США та Канади.